# Sea Cloud
Die Sea Cloud  ist ein Luxuskreuzfahrtsegelschiff mit Viermastbark-Rigg. Im Jahre 1931 wurde sie im Auftrag des US-amerikanischen Multimillionärs und Börsenmaklers Edward Francis Hutton (1875–1962) als damals größte und luxuriöseste gebaute Privatsegelyacht der Welt mit der Takelage einer Viermastbark von der Friedrich Krupp Germaniawerft in Kiel unter dem Namen Hussar V gebaut. Nach Kriegseinsätzen als US-Küstenwachschiff, mehr als sechsfachem Besitzerwechsel, langen Liegezeiten und drohendem Abwracken wurden die Luxusräume Restaurierungsarbeiten unterzogen. Heute wird sie unter dem Namen Sea Cloud von der Hamburger Firma Sea Cloud Cruises GmbH für Kreuzfahrten betrieben und bereedert, die auch die Schiffe Sea Cloud II sowie Sea Cloud Spirit einsetzt.

## Entstehung alsHussar

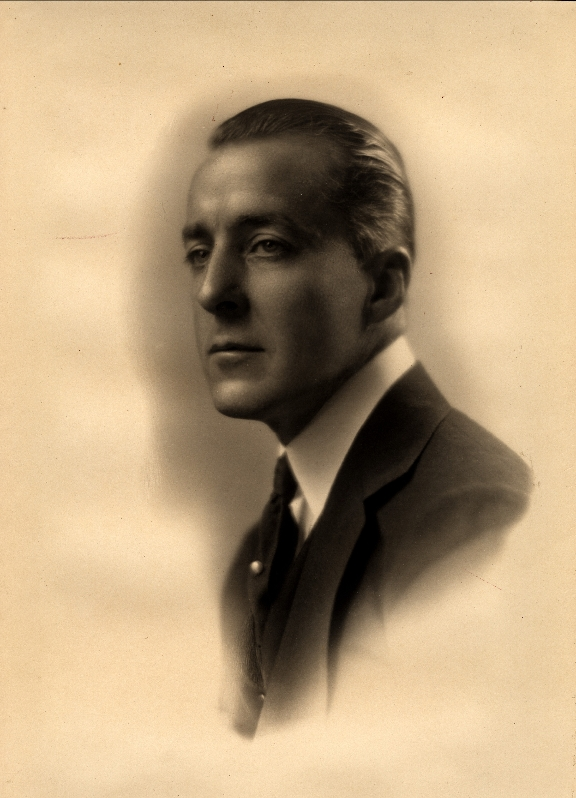
Edward Francis Hutton ca. 1920

Edward Francis Hutton war ein erfolgreicher Börsenmakler an der Wall Street. Zusammen mit seiner Frau Marjorie Merriweather Post (1887–1973), einer reichen Erbin und erfolgreichen Geschäftsfrau, besaßen sie das Nahrungsmittelunternehmen „General Foods Corporation“ und verfügten über ein beträchtliches Vermögen. Nach Plänen des amerikanischen Konstruktionsbüros Gibbs & Cox, New York, ließen die beiden die Bark aus Kostenersparnis in Deutschland bauen.
Edward Francis Hutton, der bis nach der Scheidung offizieller Eigner der Yacht war, benannte die Bark Hussar (von Schiffshistorikern als „Hussar V“ bezeichnet, da Hutton zuvor schon vier Luxusyachten mit Namen „Hussar“ besessen hatte). Die „Hussar“ hatte einen schwarzen Rumpf mit langem, flachem Yachtheck (Plattgatt). Das Schiff war ein absoluter Superlativ. Alle Decks waren mit Teakholz beplankt. Vier Dieselelektroaggregate mit 3.200 PS trieben die beiden Schrauben an, um jederzeit windunabhängig zu reisen. Die Viermastbark führte am Fock- und Kreuzmast ein Jubiläumsrigg mit geteilten Marssegeln, Bram- und Royalsegel, während der Großmast ein Standardrigg aufwies, bei dem auch die Bramsegel geteilt waren. Heute führt der Großmast einfache Bramsegel wie an Fock- und Kreuzmast, dazu ein Skysegel über dem Royalsegel, was von weitem kaum einen Unterschied im Vergleich zum früheren Rigg ausmacht. Das Schiff diente ausschließlich den standesgemäßen Reisen, Treffen und Feierlichkeiten der Eigner.
Seine Frau kümmerte sich in den ersten Jahren intensiv darum, die Yacht nach ihrem Geschmack einzurichten. Die Kabinen wurden mit allem erdenklichen Luxus ausgestattet. Dazu mietete sie ein Lagerhaus in Brooklyn und baute die Innenausrichtung zunächst dort maßstabsgerecht auf. Unter anderem wurden dabei Badewannen aus Carraramarmor, Armaturen aus massivem Gold und offene Marmorkamine in die Luxuskabinen eingebaut, dazu kostbare Wandverkleidungen, Möbel aus edlen Stoffen und Edelhölzern sowie die kostbarsten Accessoires. Die Hussar V war eine der größten und luxuriösesten Privatsegelyachten. Nach der Jungfernreise nach New York im Jahr 1932 unternahmen die Huttons bis 1935 zahlreiche private Kreuzfahrten mit prominenten Gästen aus Hochadel, Film- und Geschäftswelt. Bevorzugte Ziele waren das Mittelmeer, Monaco, die Galápagos-Inseln und Hawaii.

## In diplomatischen Kreisen alsSea Cloud

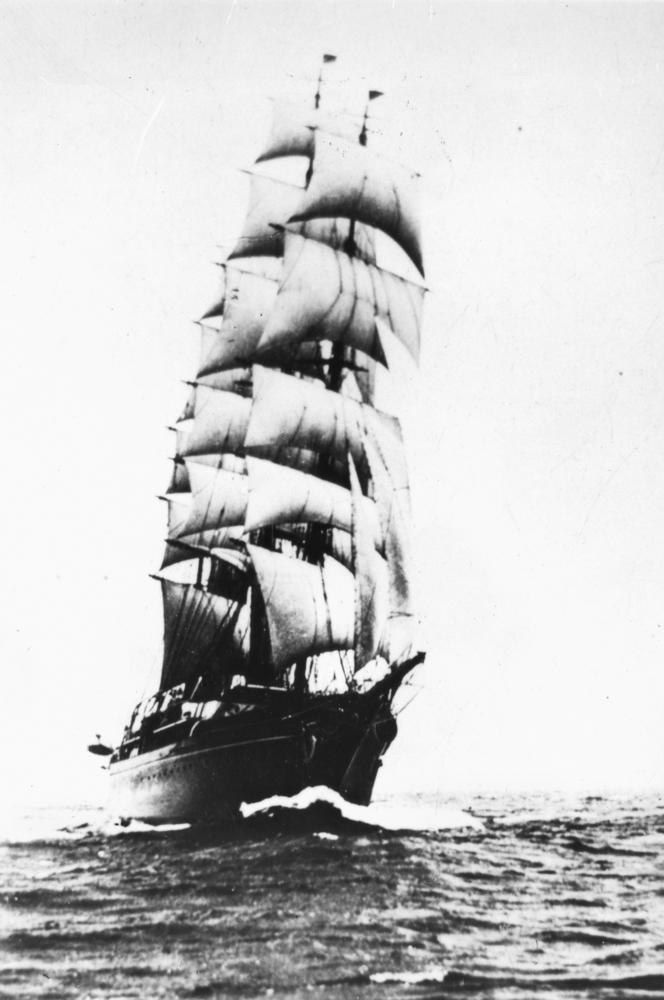
Historische Aufnahme

Im August 1935 ließ sich das Paar scheiden. Einen Tag nach der Scheidung überschrieb Edward Hutton die Hussar auf den Namen seiner Ex-Frau, die das Schiff über alles liebte. Da Edward den Namen Hussar für seine nächste Yacht verwenden wollte, benannte Marjorie die Hussar, deren Eigner sie nun offiziell war, in Sea Cloud um und ließ den Rumpf weiß streichen.
Noch im gleichen Jahr heiratete sie den amerikanischen Anwalt Joseph Davies. Joseph E. Davies, der auch Wirtschaftsberater des US-Präsidenten Woodrow Wilson war, wurde zum Botschafter in Moskau ernannt. Liegeplatz der Sea Cloud wurde Leningrad. Marjorie knüpfte in dieser Zeit viele Kontakte zu Diplomaten, die die abhörsichere Sea Cloud gerne für Treffen benutzten. Diese Zeit wurde in dem Hollywood-Film Botschafter in Moskau verfilmt. Später wurde Joseph Davies nach Belgien versetzt und die Sea Cloud nach Antwerpen verlegt.

## Kriegseinsatz

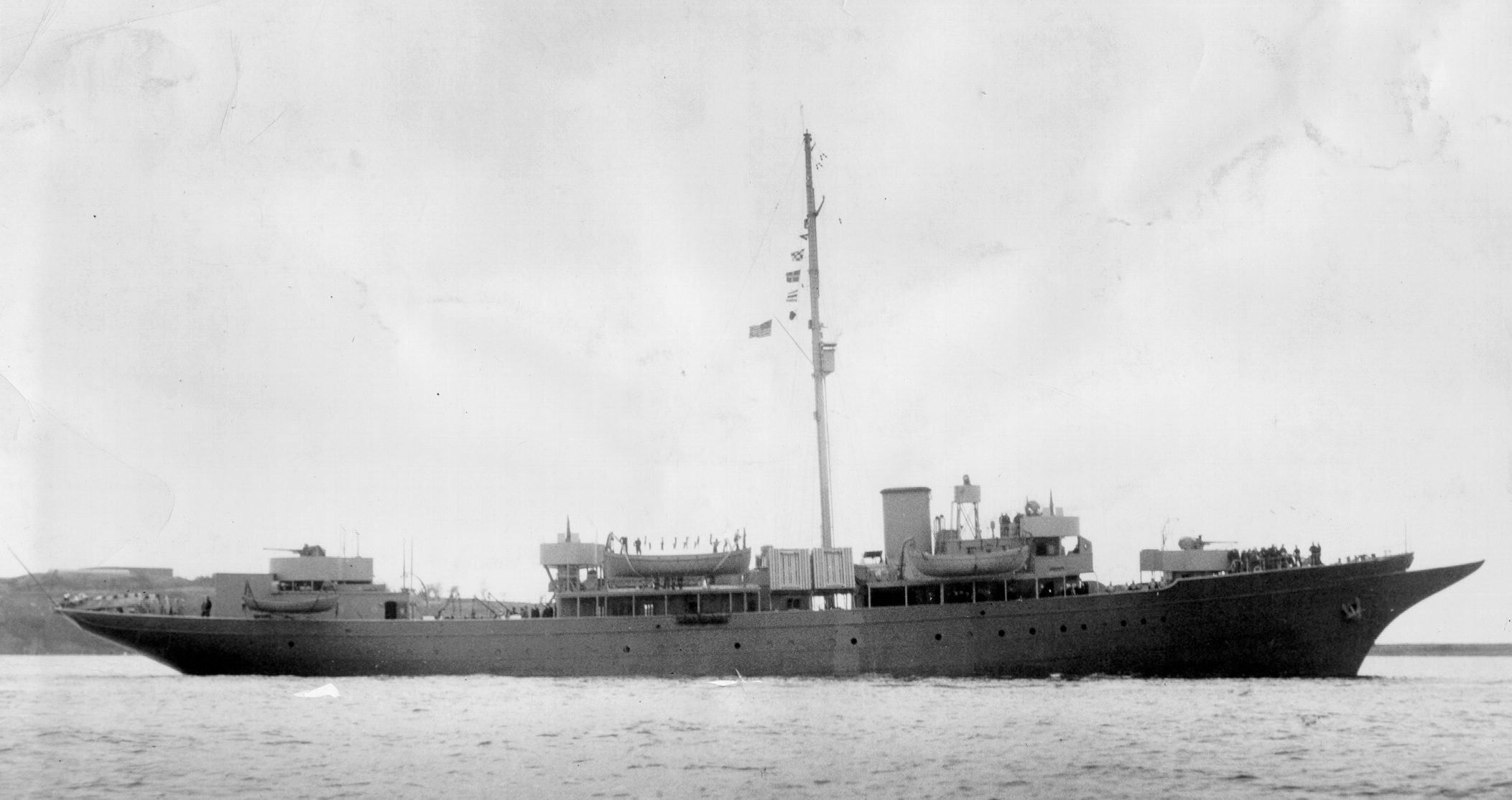
Die Sea Cloud im Dienst als US-Küstenwachkutter

Während des Zweiten Weltkriegs versuchten die Davies, die Yacht zu veräußern, fanden aber keinen Käufer. Als die Vereinigten Staaten 1941 in den Krieg eintraten, requirierten sie auch Privatyachten. Davies bot Präsident Franklin D. Roosevelt auch die Sea Cloud zum Kriegsdienst an. Dieser lehnte das Angebot zunächst ab, ging 1942 aber doch darauf ein.
Zum symbolischen Charterpreis von einem US-Dollar übernahm die US-Küstenwache am 7. Januar 1942 die Sea Cloud. Für mehr als 341.000 US-Dollar wurde die gesamte Takelage samt Masten (bis auf den Großuntermasten), Bugspriet und Galionsfigur abgenommen, das Mobiliar an Land untergebracht und der Rumpf grau gestrichen. Das Schiff kam unter dem Namen USCGC Sea Cloud (WAG-284) (USCGC=US Coast Guard Cutter – Küstenwachkutter der Vereinigten Staaten) bei der Küstenwache und ab 9. April 1943 als USS Sea Cloud (IX-99) bei der US Navy an der amerikanischen Ostküste zum Einsatz. Eine Besatzung von 72 Soldaten bekämpfte südlich Grönlands und dem Gebiet der Azoren Unterwasserstreitkräfte und sammelte Wetterdaten.
Nach der militärischen Außerdienststellung am 4. November 1944 erhielt Marjorie Post Davies die Sea Cloud zusammen mit einer Summe von 175.000 US-Dollar zur Wiederherstellung des ursprünglichen Aussehens zurück. 1946 wurde der Rumpf wieder weiß gestrichen und der goldene Adler am Galion angebracht. Noch ohne Masten und Segel wurde das Schiff als Motoryacht vom Ehepaar Davies mit Freunden wieder für Kreuzfahrten genutzt. 1947 wurde die Takelage wiederhergestellt, und zwei Jahre später erhielt die Yacht einen vollständigen Satz neuer Segel. In diesen Jahren steigerten sich die Kosten für die 72-köpfige Besatzung und den Unterhalt immer mehr. Auch die Ehe mit Joseph Davies geriet in eine Krise, woraufhin die Sea Cloud nach 1952 zum Verkauf angeboten wurde. Die Ehe endete schließlich 1955 mit der Scheidung.

## AlsAngelitaundPatriain der Dominikanischen Republik
Joseph Davies war mit dem Diktator der Dominikanischen Republik Rafael Trujillo befreundet. Trujillo war in den letzten Jahren regelmäßiger Gast auf der Sea Cloud gewesen. Als die Bark zum Verkauf stand, erwarb er das Schiff 1955 und benannte die Yacht nach seiner Tochter Angelita, genau Yate Angelita (Yacht Angelita). Er benutzte sie als schwimmende Regierungszentrale. Auch Trujillos Sohn Ramfis Trujillo (Rafael Leónidas Trujillo Martínez) und andere prominente Personen hatten sie in diesen Jahren für ihre Zwecke in Gebrauch. Nach mehreren erfolglosen Umsturzversuchen wurde Trujillo am 30. Mai 1961 in einen Hinterhalt gelockt und erschossen. Seine Familie brach mit der Angelita, Trujillos Leichnam und einem beträchtlichen Vermögen in Bargeld in Richtung Cannes auf. Auf Höhe der Kanarischen Inseln erreichte sie ein Funkspruch der neuen dominikanischen Regierung, der sie wieder zurückbeorderte. Dort in Patria umbenannt, aufgelegt (außer Dienst gestellt) und zum Verkauf angeboten, fand sie schließlich erst fünf Jahre später einen Käufer.

## Antarna
John Blue, Präsident der „Operation Sea Cruises Inc.“ kaufte die Patria 1966, registrierte sie in Panama und ließ sie 1967–1968 in Neapel gründlich überholen und für Charter-Reisen ausrüsten. 1969 wurde sie an die Firma Antarna Inc., Miami, verkauft und in Antarna umbenannt. Bei der Überführung in die USA gab es aufgrund unbezahlter Rechnungen Probleme und die Antarna wurde von der Behörde an die Kette gelegt.
Die damals 26-jährige Stephanie Gallagher entwickelte mit ihrem Mann Charles die Idee, die Antarna als Ergänzung der Hochschulausbildung für Studenten einzusetzen. Das Projekt sollte den Namen „Oceanic Schools“ tragen. Sie bezahlte alle offenen Rechnungen und Gebühren und nahm die Antarna in Besitz. John Blue besaß aber immer noch die Schiffspapiere. Gallagher lief mit der Antarna trotzdem aus und wurde von Blue über mehrere Anlaufstationen verfolgt. Im Heimathafen Colón in Panama gelang es John Blue schließlich, die Antarna wieder in seinen Besitz zu bringen. Dort lag sie dann acht Jahre unbenutzt und rottete vor sich hin.

## Restaurierung derSea Cloud

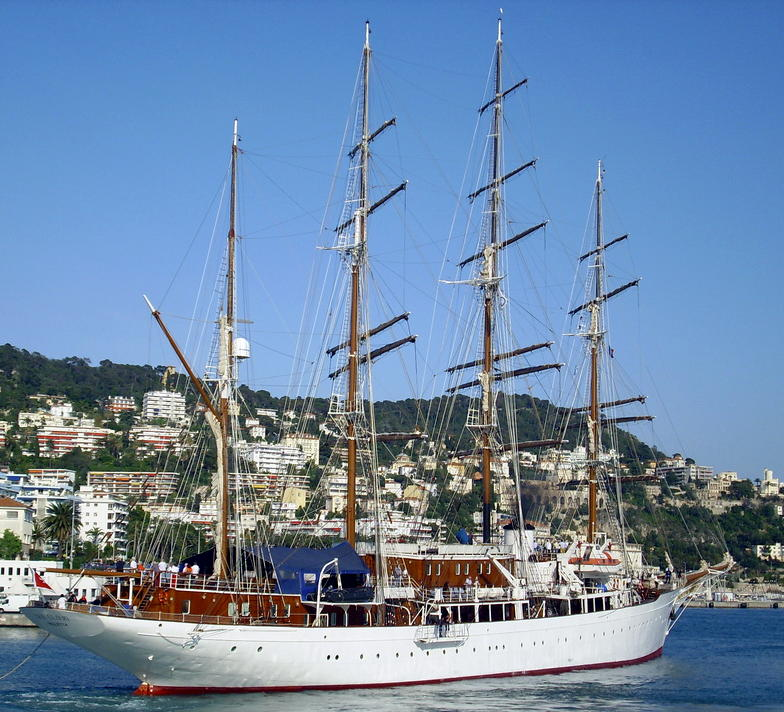
Viermastbark Sea Cloud

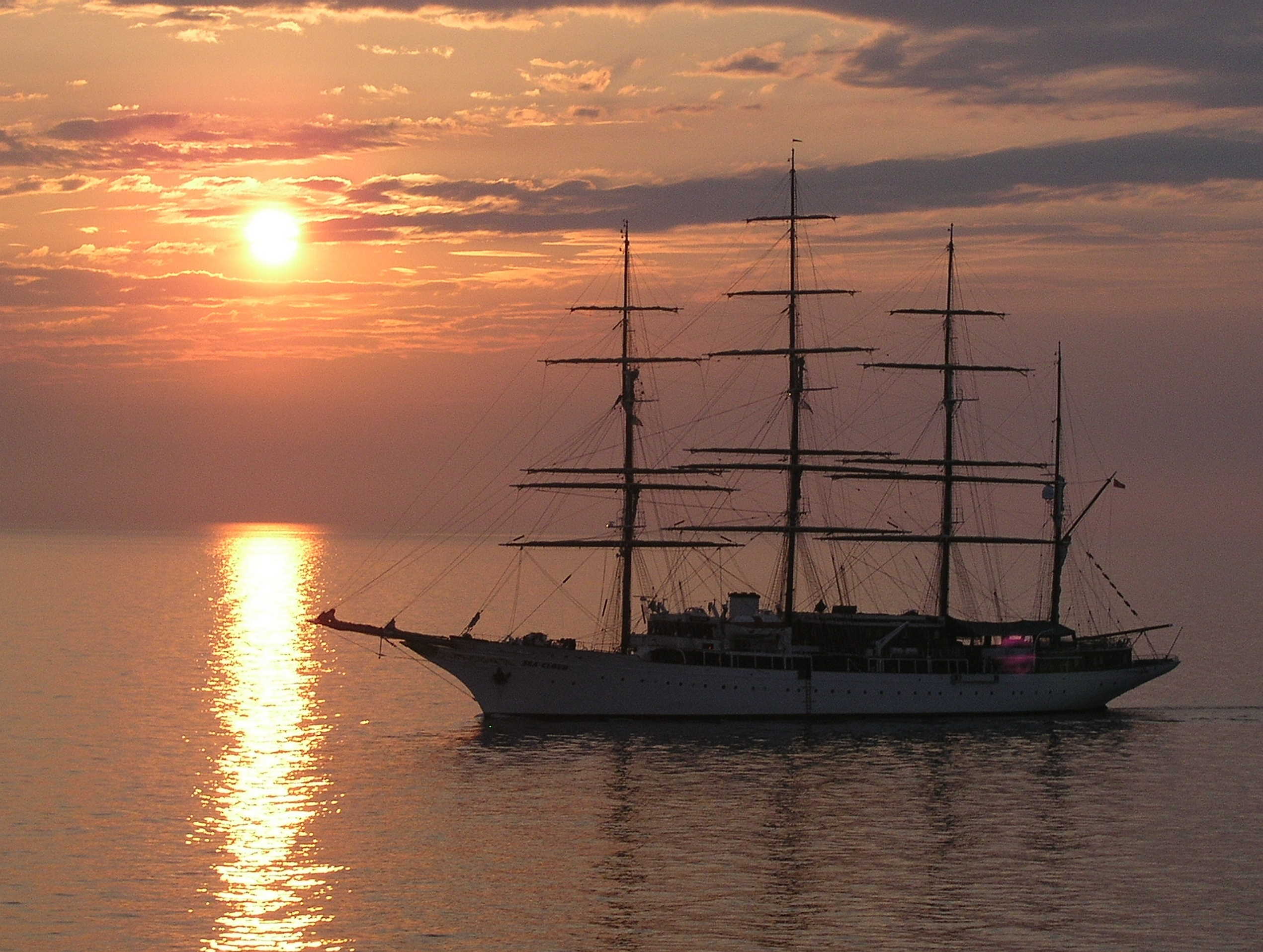
Die Sea Cloud bei Sonnenaufgang nahe Venedig am 1. August 2004

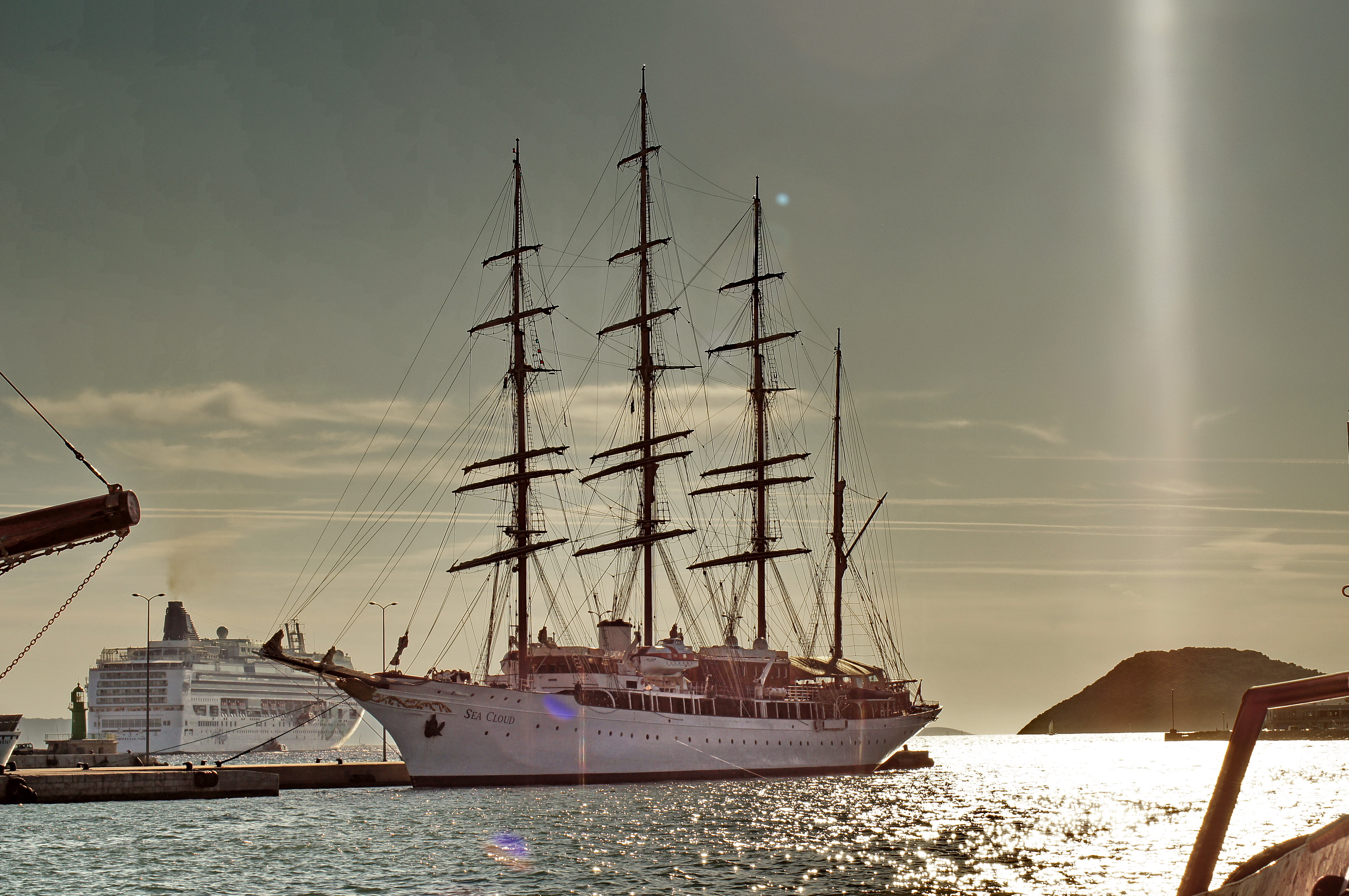
Sea Cloud in Split, am 30. September 2011.

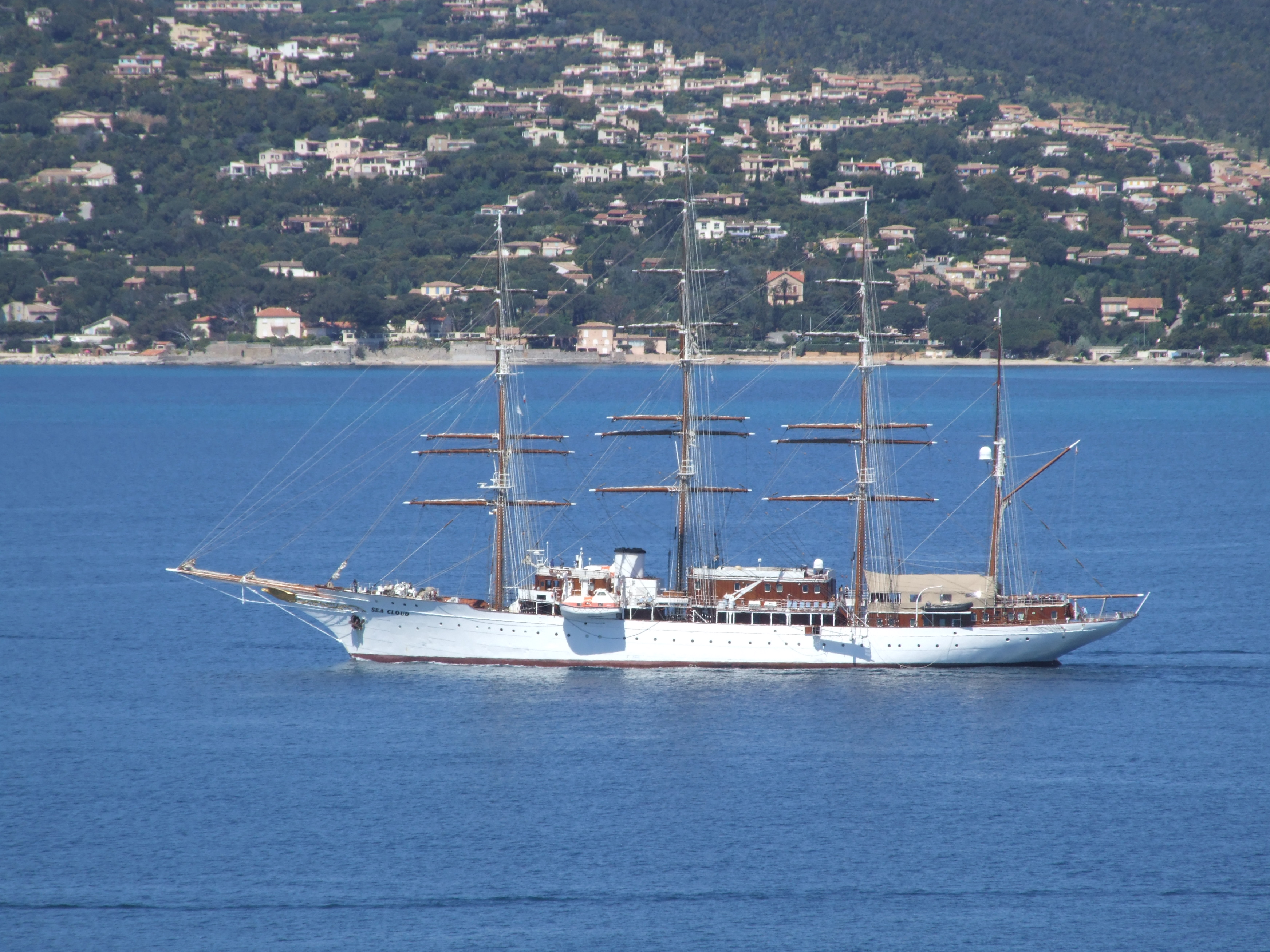
Die Sea Cloud vor St. Tropez

Der deutsche Kapitän Hartmut Paschburg entdeckte die Bark in Colón und bildete mit einer Gruppe Hamburger Kaufleute ein Syndikat, welches das Schiff 1978 erwarb. Die Yacht wurde wieder in Sea Cloud umbenannt. Paschburg sammelte eine 40-köpfige Mannschaft um sich und setzte die Sea Cloud mehrere Monate lang in Colón provisorisch in Stand, sodass das Schiff über den Atlantik nach Hamburg überführt werden konnte. Im folgenden Jahr wurde die Sea Cloud durch den Nord-Ostsee-Kanal nach Kiel zu ihrem Entstehungsort verholt, um weitere Arbeiten durchzuführen – auf dem Gelände der Germaniawerft befand sich inzwischen die Howaldtswerke-Deutsche Werft AG. Dort wurde sie überholt und um ein achterliches Deckhaus (Spankerdeck) sowie ein zusätzliches Deck auf dem mittleren Aufbau und insgesamt 22 zusätzliche Kabinen erweitert (Kapitäns- und Lidodeck). Die ursprüngliche Einrichtung der Kabinen unter Deck mit den marmornen Badewannen und Wandverkleidungen, goldenen Wasserhähnen und Kaminen war immer noch erhalten. Im gleichen Jahr wurde die Sea Cloud of Cayman, wie sie kurzfristig hieß, unter der Flagge der Kaimaninseln mit George Town als Heimathafen wieder für Passagierkreuzfahrten eingesetzt.
Ab Januar 1981 übernahm der deutsche Kapitän Hartmut B. Schwarz (früher „Gorch Fock“) das Kommando und sorgte durch das Aufbringen einer höheren Großmaststenge mit dem Skysegel für die Wiederherstellung der alten Silhouette. Er trug wesentlich zur seglerischen Ausbildung der Besatzung bei.
Im Jahre 1987 wurden statt der starren Rettungsboote Doppelschlauchboote an Bord gebracht und sie überquerte den Pazifik. Hierbei wurden unter anderem die Galapagos-Inseln, die Osterinsel, Pitcairn, Henderson- und Ducie-Island besucht und Passagiere an Land ausgeschifft (nicht auf Pitcairn). Danach wurde Französisch-Polynesien angelaufen und die Sea Cloud bekam einen großen Empfang in Papeete/Tahiti. Die Reise verlief weiter über die Cook-Inseln und Fidschi, über den Trobriand-Archipel und Rabaul in den Karolinen-Archipel. Auf der Reise wurden etliche unbefahrene Seegebiete mit Lotreihen bedeckt, so dass die Sea Cloud in den britischen Seehandbüchern (Admiralty Sailing Directions) Erwähnung fand.
Seit 1994 gehört die Sea Cloud zur Hamburger Reederei „Sea Cloud Cruises“ und wird weiterhin für Kreuzfahrten eingesetzt.

## Trivia
In der Folge „Thailand“ (1986) der ZDF-Serie „Das Traumschiff“ steht die „Sea Cloud“ im Mittelpunkt eines der Handlungsstränge. Klaus Wildbolz spielt einen angeblichen Matrosen des Schiffes, der sich später aber als dessen Eigner Mike Vanderbilt entpuppt.